# Julius Pohlig junior
Julius Pohlig junior, geboren: Julius Hermann August Pohlig (* 9. Juli 1870 in Siegen; † 20. April 1942 in Köln-Lindenthal) war ein deutscher Unternehmer.

## Leben
Julius Pohlig junior, Sohn des Unternehmers Julius Pohlig, studierte wie sein Vater Maschinenbau an der Technischen Hochschule Karlsruhe und wurde Mitglied des Corps Cheruskia Karlsruhe. Nach dem Studium ging er als Ingenieur für anderthalb Jahre nach Nordamerika und für ein Jahr nach Belgien, bevor er in das väterliche Unternehmen J. Pohlig AG in Köln-Zollstock eintrat. 1900 wurde er Prokurist und nach dem Ausscheiden seines Vaters aus dem operativen Geschäft 1903 Direktor und Vorstandsmitglied.
Die J. Pohlig AG war eine Maschinenfabrik zur Herstellung und Montage von Transportvorrichtungen. Hierzu gehörten Seilbahnen zum Kohle- und Erztransport sowie Be- und Entladeeinrichtungen. Besondere Bekanntheit erlangte jedoch die 1912 unter der Ägide von Julius Pohlig jun. für den Personentransport errichtete Seilbahn auf den Zuckerhut in Rio de Janeiro.
1962 entstand aus der J. Pohlig AG durch Fusion zunächst die Pohlig-Heckel-Bleichert Vereinigte Maschinenfabriken AG (PHB), die wiederum 1980 mit der Weserhütte zur PHB Weserhütte AG (PWH) vereinigt wurde.
Pohlig war verwitwet von Maria Martha Emmy Schulze, die er 1917 in Bonn geheiratet hatte. Er verstarb im Alter von 71 Jahren an Magenkrebs in seiner Wohnung in Köln-Lindenthal.